# Головне управління імперської безпеки (Німеччина)
Головне́ управлі́ння імпе́рської безпе́ки (нім. Reichssicherheitshauptamt, скорочено RSHA, укр. РЗГА, рос. РСХА) — керівний орган політичної розвідки і поліції безпеки Третього Рейху. Створено 27 вересня 1939 року в результаті об'єднання Головного управління поліції безпеки (нім. Hauptamt Sicherheitspolizei) і служби безпеки (СД). Перебувало в підпорядкуванні райхсфюрера СС і шефа німецької поліції Генріха Гіммлера. Головне управління імперської безпеки було одним з 12 головних управлінь СС зі штатом у 3000 працівників. Воно розташовувалося в Берліні на Принц-Альбрехтштрасе.

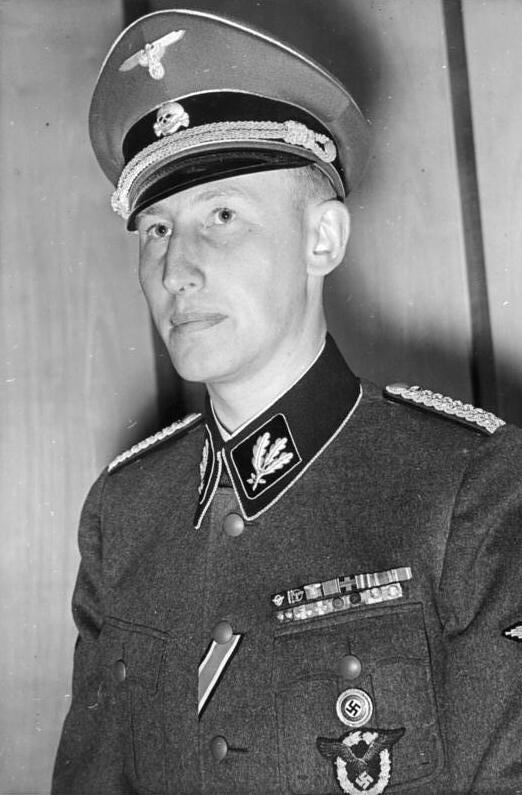
Райнгард Гейдріх — перший голова РСГА

На першому етапі свого існування РЗГА складалось з декількох управлінь, що займались різноманітними питаннями безпеки:
- І — адміністративні та юридичні питання (керівник — Вернер Бест).
- II — системний політичний аналіз змісту публікацій з метою ведення психологічної війни (керівник — Франц Зікс).
- III — так званий «СД-Інланд», здійснював контроль за особливо важливими галузями внутрішнього життя суспільства та нацистської партії (керівник — Отто Олендорф). Ділилось на 4 відділи (культури, населення, економіки, громадського життя).
- IV — державна таємна поліція (гестапо). До кола інтересів входило виявлення і знешкодження ворогів Третього Рейху (керівник — Генріх Мюллер).
- V — кримінальна поліція (кріпо). Здійснювала боротьбу з карною злочинністю (керівник — Артур Небе).
- VI — служба зовнішньої розвідки, так звана «Аусланд-СД» (керівники: Гайнц Йост (до 22.06.1941), Вальтер Шелленберг).

Наступні неодноразові зміни та реорганізації РЗГА не змінювали основного напрямку діяльності перерахованих управлінь.
Начальником РЗГА був призначений Райнгард Гейдріх, який керував цією організацією до 27 травня 1942 року, коли на нього було скоєно замах. Поранення, отримане в результаті нападу чеських партизанів, підготовлених в Англії, виявилося смертельним, і 4 червня 1942 перший шеф РЗГА помер. З 28 травня по 31 грудня 1942 року Головне управління імперської безпеки очолював рейхсфюрер СС Генріх Гіммлер. Його замінив доктор Ернст Кальтенбруннер, який був призначений на цю посаду 30 січня 1943 року і займав її до кінця Другої світової війни.